# InkaLill
Ingalill Røsberg, dite InkaLill (née le 13 septembre 1957) est une auteure de bande dessinée norvégienne. Active depuis la fin des années 1980, elle connaît le succès dès 1992 avec sa bande dessinée de fantasy Ridderne av Dor (no), dont sept volumes ont été publiés jusqu'en 2000. Depuis 2003, elle travaille sur une autre série de fantasy, Miranda (no).

## Distinction
- 1992 : Prix Sproing de la meilleure bande dessinée norvégienne pour Ridderne av Dor t. 1 : Hjertets knekt
- 1995 : Prix de littérature jeunesse du ministère de la Culture (no) (bande dessinée) pour Felina
- 1996 : Prix Sproing de la meilleure bande dessinée norvégienne pour Ridderne av Dor t. 4 : Lovens bokstav
- 1997 : Prix de littérature jeunesse du ministère de la Culture (bande dessinée) pour Ridderne av Dor t. 5 : Keiser Overall
- 2000 : Prix de littérature jeunesse du ministère de la Culture (bande dessinée) pour Ridderne av Dor t. 7 : Tidens Trapp
- 2003 : Prix de littérature jeunesse du ministère de la Culture et de l'Église (bande dessinée) pour Miranda t. 1 : Fargenes mester